# Лубьер
Лубье́р (фр. Loubières) — коммуна во Франции, находится в регионе Юг — Пиренеи. Департамент коммуны — Арьеж. Входит в состав кантона Фуа-Рюраль. Округ коммуны — Фуа.
Код INSEE коммуны — 09174.

## Население
Население коммуны на 2008 год составляло 207 человек.
| 1962 | 1968 | 1975 | 1982 | 1990 | 1999 | 2008 |
| ---- | ---- | ---- | ---- | ---- | ---- | ---- |
| 92   | 93   | 118  | 158  | 185  | 201  | 207  |

## Экономика
В 2007 году среди 141 человека в трудоспособном возрасте (15—64 лет) 103 были экономически активными, 38 — неактивными (показатель активности — 73,0 %, в 1999 году было 73,8 %). Из 103 активных работали 100 человек (53 мужчины и 47 женщин), безработных было 3 (1 мужчина и 2 женщины). Среди 38 неактивных 3 человека были учениками или студентами, 26 — пенсионерами, 9 были неактивными по другим причинам.